# Bystrzyca Kłodzka

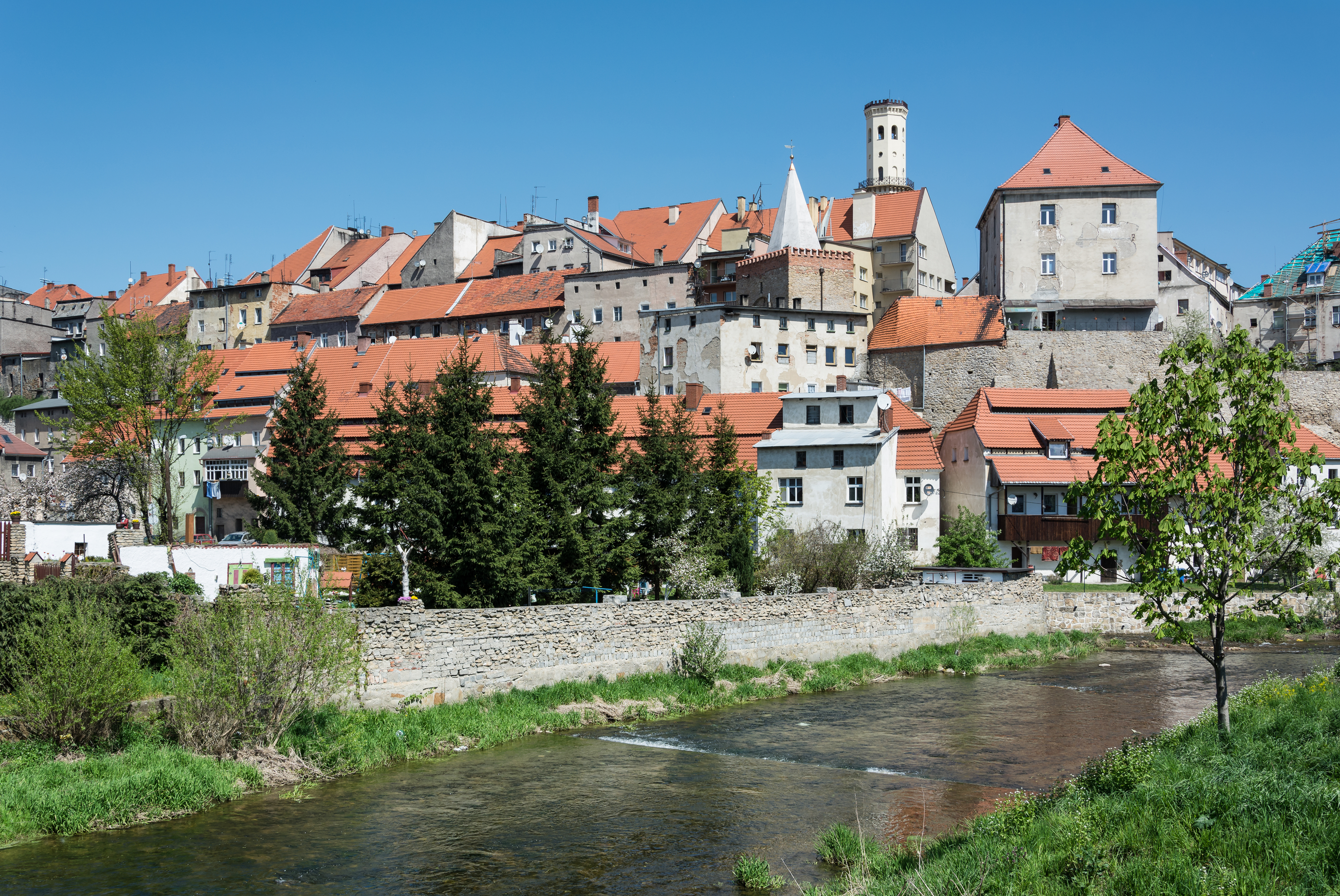
Vista del casco antiguo

Bystrzyca Kłodzka [bɨsˈtʂɨt͡sa ˈkwɔt͡ska] (en alemán: Habelschwerdt, en checo: Kladská Bystřice) es una ciudad polaca del voivodato de la Baja Silesia. Con una población de 10.652 habitantes, se ubica en la confluencia de los ríos  Nysa Kłodzka y Bystrzyca.

## Geografía
La ciudad se encuentra en el piedemonte de los Sudetes, la cordillera que separa la República Checa de Polonia.
- Datos: Q991022
- Multimedia: Bystrzyca Kłodzka / Q991022